# Hazel Barnes
Hazel Barnes   (Wilkes-Barre, 16 de desembre de 1915 - Boulder, 18 de març de 2008) fou una filòsofa, autora i traductora estatunidenca coneguda per la difusió de l'existencialisme als Estats Units, per traduir l'obra de Jean-Paul Sartre i escriure articles propis sobre el tema.

## Biografia
Després de doctorar-se en estudis clàssics en la Universitat Yale el 1941, continuar gran part de la carrera en la Universitat de Colorado de Boulder. El 1979, Barnes fou la primera professora distingida d'aquesta universitat. En reconeixement de la seua aportació, el 1991 la Universitat de Colorado estableix el Premi Hazel per a professors que millor hagueren realitzat "l'enriquidora interrelació entre ensenyar i investigar." El 1962, Barnes fou l'amfitriona de la sèrie televisiva Autoencuentro: Un Estudi d'Existencialisme, que emeté 10 episodis en Televisió Pública Nacional.
La seua autobiografia, The Story I Tell Myself : A Venture in Existentialist [La història que em dic a mi mateixa: una aventura en l'existencialisme], l'editaren el 1997.

## Traducció deL'ésser i el no-res
Barnes comenta en la seua autobiografia que la traducció de L'ésser i el no-res la començà de manera inesperada. En dirigir al principal editor estatunidenc d'escriptors existencialistes una proposta d'escriptura del tema general, Barnes rebé una invitació per a fer la traducció. Barnes la considerà una bona manera de familiaritzar-se amb l'obra de Sartre. En la seua autobiografia escriu: 
| « | «M'havia acostat a ell de manera prou casual. [Mai no m'havia preguntat] si amb només tres anys de mal aprenentatge de francés a l'escola i un curso universitari anual, i a penes una mínima base en filosofia, estava qualificada per fer aquesta tasca.» | » |